# Liste der denkmalgeschützten Objekte in Hořešovice
Grundlage dieser Liste der denkmalgeschützten Objekte in Hořešovice ist die ÚSKP-Liste (Ústřední seznam kulturních památek České republiky, deutsch Zentrale Liste der Kulturdenkmäler der Tschechischen Republik), die von der tschechischen Denkmalschutzbehörde NPÚ (Národní památkový ústav, deutsch Nationale Denkmalbehörde) seit 1987 geführt wird und an die seit dem Jahr 1850 geschaffenen Listen anschließt.

## Denkmalgeschützte Objekte nach Ortsteilen
| Lage                              | Objekt                              | Beschreibung | ÚSKP-Nr.                  | Bild           |
| --------------------------------- | ----------------------------------- | --- | ------------------------- | -------------- |
| Hořešovice, Dorfplatz (Standort)  | Kirche der Heiligen Peter und Paul  | Einschiffiges Gebäude mit fünfeckigem, nicht eingezogenem Chor. Einfache Verzierungen betonen die Giebelfassade. Kirche aus dem 14. Jahrhundert wurde 1717, 1762 und zu Beginn des 20. Jahrhunderts modifiziert. Mauer mit Tor und Glockenturm aus der Renaissance. | 19294/2-501 Info Katalog  | weitere Bilder |
| Hořešovice, bei Nr. 28 (Standort) | Statue des Hl. Johannes von Nepomuk | Sandsteinstatue St. Johannes von Nepomuk auf einem prismatisch abgestuften Sockel mit Inschrift, datiert 1863. | 45632/2-4012 Info Katalog | weitere Bilder |